# Chronologie de l'accident de la navette spatiale Challenger
 (juillet 2008).

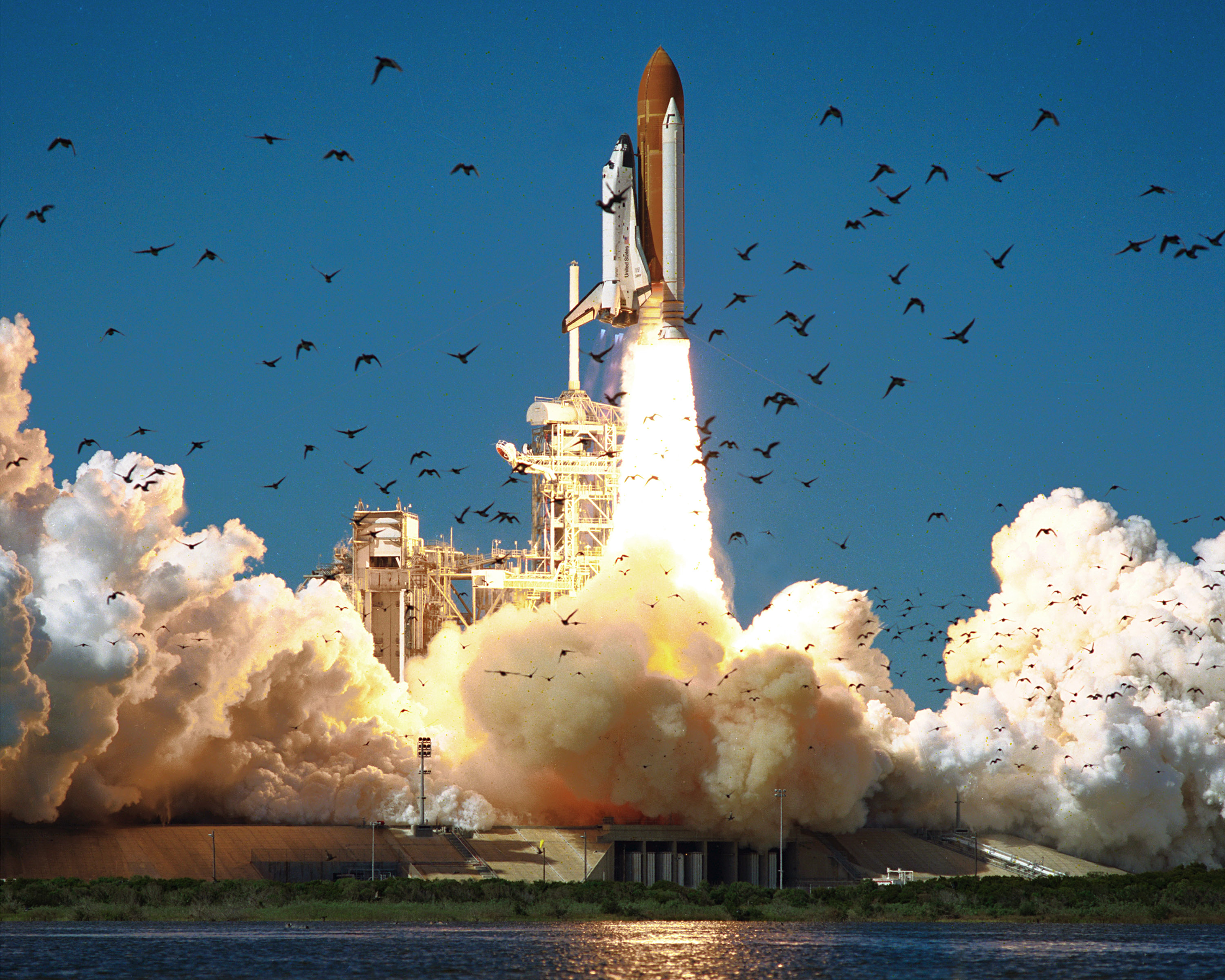
Décollage de la navette.

La chronologie de l'accident de la navette spatiale Challenger (mission STS-51-L) est la chronologie détaillée des événements depuis l'allumage des moteurs principaux de Challenger jusqu'à la destruction des deux propulseurs d'appoint à poudre, et comprend une transcription des conversations de l'équipage à partir de l'enregistreur de voix (Cockpit voice recorder) à bord de l'Orbiteur.
STS-51-L était le vingt-cinquième vol du programme des navettes spatiales, marqué par la présence d'une enseignante à bord, Christa McAuliffe. La mission utilisait la navette spatiale Challenger, qui a décollé de l'aire de lancement 39B du centre spatial Kennedy, en Floride le 28 janvier 1986. La mission s'est terminée en catastrophe, par la destruction de Challenger 73 secondes après le décollage en raison de la défaillance d'un joint torique sur le propulseur d'appoint à poudre de droite de Challenger, ce qui a conduit à la désintégration rapide de la navette en raison de l'écrasante pression aérodynamique résultante. Les sept membres de l'équipage ont été tués peu de temps après l'éclatement du véhicule.

## Légende
Voici la légende des sigles utilisés :

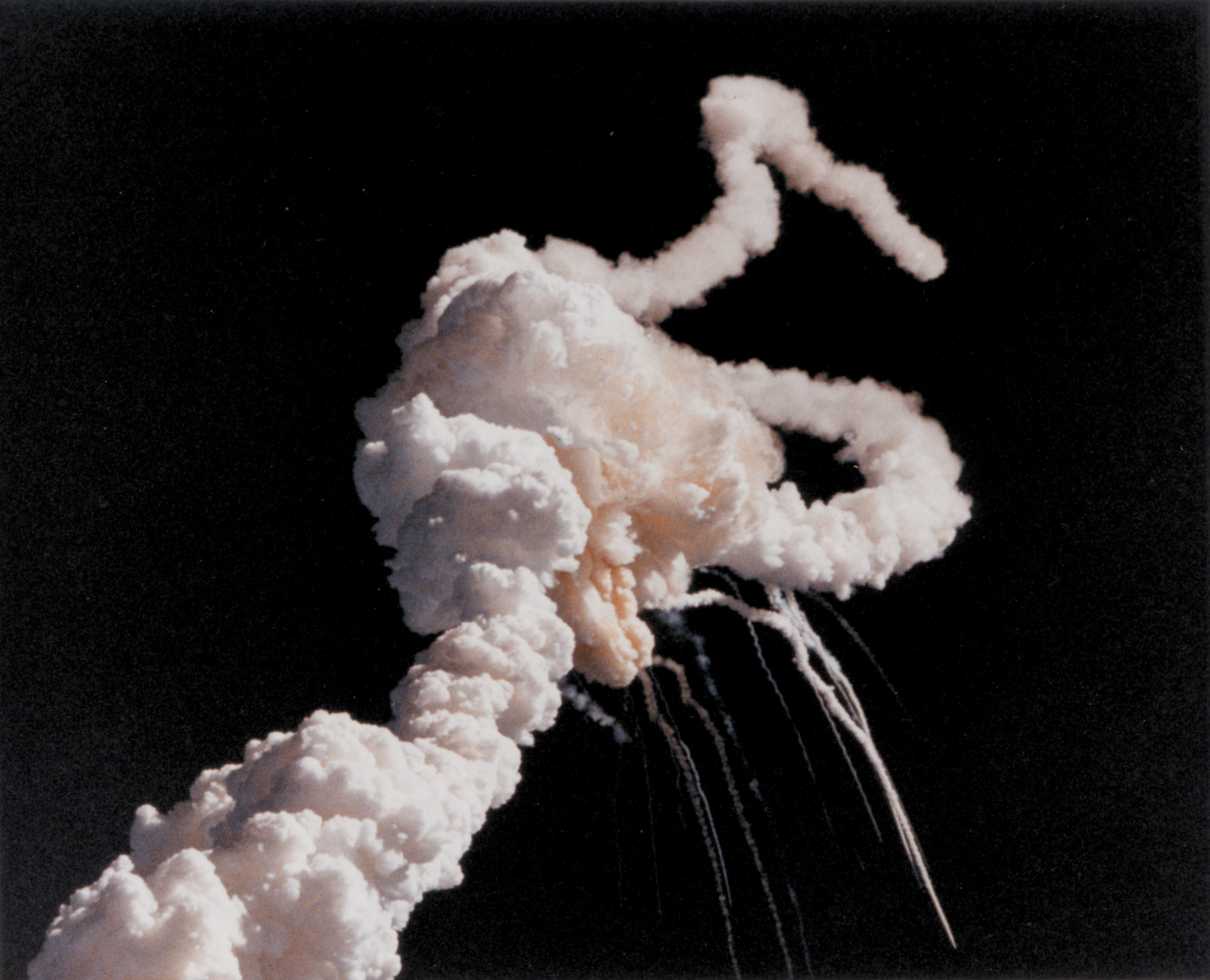
Explosion de Challenger.

- CDR - Commander, Commandant (Francis « Dick » Scobee)
- PLT - Pilot, pilote (Michael J. Smith)
- MS1/MS2 - Mission specialists, spécialistes de mission 1 et 2 (Ellison Onizuka et Judith A. Resnik)
- APU - Auxilixary Power Unit, générateur auxiliaire
- CVR - Cockpit Voice Recorder, enregistreur de l'habitacle de la navette
- ET - External Tank, le réservoir externe
- GPC - General Purpose Computer, ordinateur principal
- HPFT - High Pressure Fuel Turbopump, pompe à carburant haute pression
- LH2 - Liquid Hydrogen, hydrogène liquide
- LO2 ou LOX - Liquid Oxygen, oxygène liquide
- MEC - Main Engine Controller, contrôleur du moteur principal
- MET - Mission Elapsed Time, temps en secondes depuis le décollage
- PIC - Pyrotechnics Initiator Controller, contrôleur de la pyrotechnie
- psf - Pounds per square foot, livres par pied carré
- psi - Pounds per square inch, livres par pouce carré
- RCS - Reaction Control System, système de contrôle

## Chronologie
| 16 h 37 min 53 s 444 | -6 s 566  | Commande d'ignition du SSME-3. | GPC                       |
| 16 h 37 min 53 s 564 | -6 s 446  | Commande d'ignition du SSME-2. | GPC                       |
| 16 h 37 min 53 s 684 | -6 s 326  | Commande d'ignition du SSME-1. | GPC                       |
| 16 h 37 min 54 | -6        | CDR : « There they go guys! » MS2 : « All right! » CDR : « Three at a hundred. »                                                               | CVR                       |
| 16 h 38 min 00 s | 0 s       | MS2 : « Aall riight! » | CVR                       |
| 16 h 38 min 00 s 010 | 0 s 000   | Commande d'ignition du SRB. | GPC                       |
| 16 h 38 min 00 s 018 | 0 s 008   | Holddown Post 2 PIC firing. | Caméra E8                 |
| 16 h 38 min 00 s 260 | 0 s 250   | First continuous vertical motion. | Caméra E9                 |
| Les joints toriques de la liaison de champ du propulseur d'appoint droit échouent.                                                                                |           | |                           |
| 16 h 38 min 00 s 688 | 0 s 678   | First confirmed puff of smoke appears above SRB/ET attachment ring field joint on right-hand SRB.                                              | Caméra E60                |
| 16 h 38 min 00 s 846 | 0 s 836   | Eight puffs of smoke appear above field joint, lasting from t+ 0 s 836 to t+ 2 s 5 seconds MET.                                                | Caméra E63                |
| 16 h 38 min 01 s | 1         | PLT : « Here we go. » | CVR                       |
| 16 h 38 min 02 s 743 | 2 s 733   | Dernière preuve de fumée provenant du joint.                                                                                                   | Caméra CZR-1              |
| Un "bouchon" de combustible solide scelle l'espace formé par la fuite des joints toriques.                                                                        |           | |                           |
| 16 h 38 min 03 s 385 | 3 s 375   | Dernière preuve de fumée. | Caméra E60                |
| 16 h 38 min 04 s 349 | 4 s 339   | SSMEs throttled up to 104 % | E41M2076D                 |
| 16 h 38 min 05 s 684 | 5 s 674   | Right-hand SRB pressure 11,8 psi above normal.                                                                                                 | B47P2302C                 |
| 16 h 38 min 07 s | 7         | CDR : « Houston, Challenger - Roll program. »                                                                                                  | CVR                       |
| 16 h 38 min 07 s 734 | 7 s 724   | Roll program initiated. | V90R5301C                 |
| 16 h 38 min 11 s | 11        | PLT : « Go you Mother! » | CVR                       |
| 16 h 38 min 14 s | 14        | MS1 : « LVLH » | CVR                       |
| 16 h 38 min 15 s | 15        | MS2 : « [juron] hot! » | CVR                       |
| 16 h 38 min 16 s | 16        | CDR : « Ooohh-kaaay. » | CVR                       |
| 16 h 38 min 19 s | 19        | PLT : « Looks like we've got a lotta wind here today. »                                                                                        | CVR                       |
| 16 h 38 min 19 s 869 | 19 s 859  | SSMEs throttled back to 94 % | E41M2076D                 |
| 16 h 38 min 20 s | 20        | CDR : « Yeah. » | CVR                       |
| 16 h 38 min 21 s 134 | 21 s 124  | Roll program completed. | VP0R5301C                 |
| 16 h 38 min 22 s | 22        | CDR : « It's a little hard to see out my window here. »                                                                                        | CVR                       |
| 16 h 38 min 28 s | 28        | PLT : « There's ten thousand feet and Mach point five. »                                                                                       | CVR                       |
| 16 h 38 min 30 s | 30        | [Garble] | CVR                       |
| 16 h 38 min 35 s | 35        | CDR : « Point nine. » | CVR                       |
| 16 h 38 min 35 s 389 | 35 s 379  | SSMEs throttled back to 65 % | E41M2076D                 |
| 16 h 38 min 37 s 000 | 36 s 990  | Roll and Yaw Attitude Response to wind shear (36 s 990 to 62 s 990).                                                                           | V95 h352nC                |
| Le "bouchon" de combustible solide est délogé. |           | |                           |
| 16 h 38 min 40 s | 40        | PLT : « There's Mach one. » | CVR                       |
| 16 h 38 min 41 s | 41        | CDR : « Going through nineteen thousand. » | CVR                       |
| 16 h 38 min 43 s | 43        | CDR : « OK, we're throttling down. » | CVR                       |
| 16 h 38 min 51 s 870 | 51 s 860  | SSMEs throttled up to 104 % | E41M2076D                 |
| 16 h 38 min 57 s | 57        | CDR : « Throttling up. » | CVR                       |
| 16 h 38 min 58 s | 58        | PLT : « Throttle up. » | CVR                       |
| 16 h 38 min 58 s 798 | 58 s 788  | First evidence of flame on right-hand SRB. | Caméra E207               |
| 16 h 38 min 59 s | 59        | CDR : « Roger. » | CVR                       |
| 16 h 38 min 59 s 010 | 59 s 000  | Reconstructed Max Q (720 psf) | Best estimated trajectory |
| 16 h 38 min 59 s 272 | 59 s 262  | Continuous well defined plume of flame on right-hand SRB.                                                                                      | Caméra E207               |
| 16 h 38 min 59 s 763 | 59 s 753  | Flame from right-hand SRB in downwards direction (seen from south side of vehicle).                                                            | Caméra E204               |
| 16 h 38 min 60 s | 60        | PLT : « Feel that mother go! » « Woooohoooo! »                                                                                                 | CVR                       |
| 16 h 39 min 00 s 014 | 60 s 238  | Pressures in right- and left-hand SRBs begin to diverge.                                                                                       | B47P2302                  |
| 16 h 39 min 00 s 248 | 60 s 238  | First evidence of intermittent plume deflection.                                                                                               | Caméra E207               |
| 16 h 39 min 00 s 258 | 60 s 248  | First evidence of SRB plume attaching to ET ring frame.                                                                                        | Caméra E203               |
| 16 h 39 min 00 s 998 | 60 s 988  | First evidence of continuous plume deflection.                                                                                                 | Caméra E207               |
| 16 h 39 min 01 s 734 | 61 s 724  | Peak roll rate in response to wind shear. | V90R5301C                 |
| 16 h 39 min 02 s | 62        | PLT : « Thirty-five thousand going through one point five. »                                                                                   | CVR                       |
| 16 h 39 min 02 s 094 | 62 s 084  | Peak TVC response to wind shear. | B58 h1150C                |
| 16 h 39 min 02 s 414 | 62 s 404  | Peak yaw response to wind shear. | V90R5341C                 |
| 16 h 39 min 02 s 494 | 62 s 484  | Right-hand outboard elevon actuator hinge moment spike.                                                                                        | V58P0966C                 |
| 16 h 39 min 03 s 934 | 63 s 924  | RH outboard elevon actuator delta pressure change.                                                                                             | V58P0966C                 |
| 16 h 39 min 03 s 974 | 63 s 964  | Start of planned pitch rate manœuvre. | V90R5321C                 |
| Le panache de flammes brûle à travers le réservoir d'hydrogène liquide (LH2) dans l'ET.                                                                           |           | |                           |
| 16 h 39 min 04 s 670 | 64 s 660  | Change in anomalous plume shape (LH2 tank leak near 2058 ring frame).                                                                          | Caméra E204               |
| 16 h 39 min 04 s 715 | 64 s 705  | Bright sustained glow on sides of ET | Caméra E204               |
| 16 h 39 min 04 s 947 | 64 s 937  | Start SSME gimbal angle large pitch variations                                                                                                 | V58 h1100A                |
| 16 h 39 min 05 s | 65        | CDR : « Reading four eighty six on mine. » | CVR                       |
| 16 h 39 min 05 s 174 | 65 s 164  | Beginning of transient motion due to changes in aero forces due to plume.                                                                      | V90R5321C                 |
| 16 h 39 min 06 s 774 | 66 s 764  | Start ET LH2 ullage pressure deviations. | T41P1700C                 |
| 16 h 39 min 07 s | 67        | PLT : « Yep, that's what I've got, too. » | CVR                       |
| 16 h 39 min 10 s | 70        | CDR : « Roger, go at throttle up. » (dernière transmission vocale air/sol).                                                                    | CVR                       |
| La flamme brûle à travers l'entretoise inférieure de fixation du propulseur d'appoint droit, ce qui entraîne l'éloignement du propulseur d'appoint droit de l'ET. |           | |                           |
| 16 h 39 min 12 s 214 | 72 s 204  | Left- and right-hand SRB yaw rates begin to diverge.                                                                                           | V90R2528C                 |
| 16 h 39 min 12 s 294 | 72 s 284  | Left- and right-hand SRB pitch rates begin to diverge.                                                                                         | V90R2525C                 |
| 16 h 39 min 12 s 488 | 72 s 478  | SRB major high-rate actuator command. | V79 h2111A                |
| 16 h 39 min 12 s 507 | 72 s 497  | SSME roll gimball rates 5 deg/sec. | V58 h1100A                |
| 16 h 39 min 12 s 535 | 72 s 525  | Vehicle max +Y lateral acceleration (+.227 g).                                                                                                 | V98A1581C                 |
| 16 h 39 min 12 s 574 | 72 s 564  | SRB major high-rate actuator motion. | B58 h1151C                |
| 16 h 39 min 12 s 574 | 72 s 564  | Start of H2 tank pressure decrease with 2 flow control valves open.                                                                            | T41P1700C                 |
| 16 h 39 min 12 s 634 | 72 s 624  | Last state vector downlinked. | Data reduction            |
| 16 h 39 min 12 s 974 | 72 s 964  | Start of sharp MPS LOX inlet pressure drop. | V41P1330C                 |
| 16 h 39 min 13 s | 73 s      | PLT : « Uh-oh... » | CVR                       |
| 16 h 39 min 13 s 020 | 73 s 010  | Last full computer frame of TDRS data. | Data reduction            |
| 16 h 39 min 13 s 054 | 73 s 044  | Start of sharp MPS LH2 inlet pressure drop. | V41P1100C                 |
| 16 h 39 min 13 s 055 | 73 s 045  | Vehicle max -Y lateral accelerarion (-.254 g).                                                                                                 | V98A1581C                 |
| Challenger commence à se désintégrer. |           | |                           |
| 16 h 39 min 13 s 134 | 73 s 124  | Circumferential white pattern on ET aft dome (LH2 tank failure). The bottom of the ET is open and liquid hydrogen spills.                      | Caméra E204               |
| 16 h 39 min 13 s 134 | 73 s 124  | Right-hand SRB pressure 19 psi lower than left-hand SRB                                                                                        | B47P2302C                 |
| 16 h 39 min 13 s 147 | 73 s 137  | First hint of vapour at intertank. | Caméra E207               |
| 16 h 39 min 13 s 153 | 73 s 143  | All engine systems start responding to loss of fuel and LOX inlet pressure.                                                                    | SSME team                 |
| 16 h 39 min 13 s 172 | 73 s 162  | Sudden cloud along ET between intertank and aft dome. The right booster slams into the ET just as the LH2 tank is thrust into the oxygen tank. | Caméra E207               |
| 16 h 39 min 13 s 201 | 73 s 191  | Flash between Orbiter & LH2 tank. | Caméra E204               |
| 16 h 39 min 13 s 221 | 73 s 211  | SSME telemetry data interference from 73 s 211 to 73 s 303.                                                                                    | Data reduction            |
| 16 h 39 min 13 s 223 | 73 s 213  | Flash near SRB forward attachment strut and brightening of flash between Orbiter and ET                                                        | Caméra E204               |
| 16 h 39 min 13 s 292 | 73 s 282  | First indication intense white flash at SRB fwd attach point.                                                                                  | Caméra E204               |
| 16 h 39 min 13 s 337 | 73 s 327  | Greatly increased intensity of white flash. | Caméra E204               |
| 16 h 39 min 13 s 387 | 73 s 377  | Start of RCS jet chamber pressure fluctuations.                                                                                                | V42P1552A                 |
| 16 h 39 min 13 s 393 | 73 s 383  | All engines approaching HPFT discharge temp redline limits.                                                                                    | E41Tn010D                 |
| 16 h 39 min 13 s 492 | 73 s 482  | ME-2 HPFT discharge temperature. Channel A votes for shutdown; 2 strikes on Channel B.                                                         | MEC data                  |
| 16 h 39 min 13 s 492 | 73 s 482  | SSME-2 controller last time word update. | MEC data                  |
| 16 h 39 min 13 s 513 | 73 s 503  | SSME-3 in shutdown due to HPFT discharge temperature redline exceedance.                                                                       | MEC data                  |
| 16 h 39 min 13 s 513 | 73 s 503  | SSME-3 controller last time word update. | MEC data                  |
| 16 h 39 min 13 s 533 | 73 s 523  | SSME-1 in shutdown due to HPFT discharge temperature redline exceedance.                                                                       | Calculation               |
| 16 h 39 min 13 s 553 | 73 s 543  | SSME-1 last telemetered data point. | Calculation               |
| 16 h 39 min 13 s 628 | 73 s 618  | Last validated Orbiter telemetry measurement.                                                                                                  | V46P0120A                 |
| 16 h 39 min 13 s 641 | 73 s 631  | End of last reconstructured data frame with valid synchronization and frame count.                                                             | Data reduction            |
| 16 h 39 min 14 s 140 | 74 s 130  | Last radio frequency signal from Orbiter | Data reduction            |
| Perte de liaison descendante - Challenger est perdu. |           | |                           |
| 16 h 39 min 14 s 597 | 74 s 587  | Bright flash in vicinity of Orbiter nose. | Caméra E204               |
| 16 h 39 min 16 s 447 | 76 s 437  | Right-hand SRB nose cap separation & parachute deployment.                                                                                     | Caméra E207               |
| 16 h 39 min 50 s 260 | 110 s 250 | Destruction of right-hand SRB via Range Safety System.                                                                                         | E202 Camera.              |
| 16 h 39 min 50 s 262 | 110 s 252 | Destruction of left-hand SRB via Range Safety System.                                                                                          | Caméra E230               |